# Opistognathus cyanospilotus
Opistognathus cyanospilotus är en fiskart som beskrevs av Smith-vaniz 2009. Opistognathus cyanospilotus ingår i släktet Opistognathus och familjen Opistognathidae. Inga underarter finns listade i Catalogue of Life.